# Clare Bowen
Clare Maree Bowen (12 maggio 1984) è un'attrice e cantante australiana.
È nota in particolare per avere interpretato il personaggio di Scarlett O'Connor nella serie televisiva musicale Nashville.

## Filmografia

### Cinema
- The Clinic - La clinica dei misteri (The Clinic), regia di James Rabbitts (2010)

### Televisione
- All Saints – serie TV, episodio 12x27 (2009)
- Home and Away – soap opera, 4 episodi (2010)
- Nashville – serie TV, 121 episodi (2012-2018)

## Doppiatrici italiane
Nelle versioni in italiano dei suoi film, Clare Bowen è stata doppiata da:
- Emanuela Damasio in Nashville

## Discografia solista
- 2018 - Clare Bowen